# Нижняя Павловка (Оренбургская область)
Нижняя Павловка — село в Оренбургском районе Оренбургской области. Административный центр Нижнепавловского сельсовета.

## История
Село основано в 1830 году выходцами из других губерний.

## География
Село располагается на реке Донгуз в нескольких километрах от районного центра — Оренбурга.
Часовой пояс
Село Нижняя Павловка как и вся Оренбургская область, находится в часовой зоне МСК+2. Смещение применяемого времени относительно UTC составляет +5:00.

## Население
| 2002  | 2010  | 2012  | 2013  | 2014  | 2015  | 2016  |
| ----- | ----- | ----- | ----- | ----- | ----- | ----- |
| 3712  | ↗3864 | ↗3943 | ↗3992 | ↗4075 | ↗4135 | ↗4200 |
| 2017  | 2018  | 2019  | 2020  | 2021  |       |       |
| ↗4262 | ↗4272 | ↘4234 | ↘4193 | ↘3882 |       |       |

## Инфраструктура
Развито сельское хозяйство. Из объектов социальной сферы есть два детских сада, школа, больница, амбулатория, дом культуры, магазины.

## Транспорт
По южной окраине село огибает автомобильная дорога федерального значения «Оренбург — Илек— государственная граница с Казахстаном» А-305 (Правительство Российской Федерации. Постановление от 17.11.10 N 928 «О перечне автомобильных дорог общего пользования федерального значения»).
Действует общественный транспорт.